# ماتئو پدرینی
ماتئو پدرینی (انگلیسی: Matteo Pedrini؛ زادهٔ ۱۶ ژانویهٔ ۲۰۰۰) بازیکن فوتبال است.
از باشگاه‌هایی که در آن بازی کرده‌است می‌توان به باشگاه فوتبال آتالانتا اشاره کرد.